# 2016年リオデジャネイロパラリンピックのマラウイ選手団
2016年リオデジャネイロパラリンピックのマラウイ選手団（2016ねんリオデジャネイロパラリンピックのマラウイせんしゅだん）は、2016年9月7日から9月18日までブラジルのリオデジャネイロで開催された2016年リオデジャネイロパラリンピックマラウイ選手団の名簿。

## 選手団
- 人員: 選手 1人
- 開会式旗手: タオネレ・バンダ

## 種目別選手・スタッフ名簿及び成績

### 陸上競技
- タオネレ・バンダ（女子1500m T12/13 視覚）失格 予選敗退